# سرویا (یونان)
سرویا (به لاتین: Servia) یک منطقهٔ مسکونی در یونان است.یکی از شهرهای اصلی واحد منطقه ای کوزانی ، مقدونیه غربی ، یونان است. این مکان با تاریخی که دارای یک قلعه بیزانس در قرن ششم است و کوه کاموونیا بر چشم انداز مسلط است یکی از مکان های تاریخی منطقه است. همچنین تعداد زیادی از قلعه های غار بیزانس قرن دهم و کلیساهای کوچک واقع در این نزدیکی وجود دارد که به فضای بیزانس این منطقه می افزاید.